# Mizá
Mizá (em hebraico: שמה ומזה, "forte", "firme") foi um chefe / duque de Edom.
Mizá era o filho de Reuel, que era filho de Esaú.